# Календарна ера
Календарна ера — початковий момент літочислення, пов'язаний з якою-небудь визначною історичною або легендарною подією. Ерою називають і саму систему літочислення. Слово «ера» походить від латинського слова aera — вихідне число або від перших літер латинської фрази «Ab exordio regni Augusti», що означає «від початку воцаріння Августа». Майже кожен з давніх народів проводив відлік часу по-своєму, від важливої для них події, користувався своєю ерою. Протягом тисячоліть було створено сотні ер. Дуже давніми є ери «від створення світу»: александрійська, яка розпочалася 29 серпня 5493 р. до н. е., антіохійська — 1 вересня 5969 р. до н. е. (за іншими джерелами — 5515 р. до н. е. чи 5507 р. до н. е.), візантійська — 1 березня 5508 р. до н. е. За давньоєврейським календарем створення світу відбулося, згідно з Біблією, 3761 р. до н. е.
Залежно від характеру події, розрізняють астрономічні, релігійні та політичні ери. Наприклад, до астрономічних ер належить ера Калі в Індії, за якою відлік часу вівся від 18 лютого 3102 р. до н. е., коли було зафіксовано особливе розташування деяких планет. До політичних ер належать ті, в яких роки рахували від вступу на престол правителів, від дати заснування міст чи інших подій. Наприклад, у Давньому Єгипті літочислення вели від початку правління кожного фараона, в Давньому Римі — за часом правління консулів. Ера вавилонського царя Набонасара розпочалася з 26 лютого 747 р. до н. е., ера Селевкідів — з 1 жовтня 312 р. до н. е., ера Діоклетіана — з 29 серпня 284 р., ера від заснування Рима — з 21 квітня 753 р. до н. е. До релігійних ер належать: буддійська, яка розпочалася з 544 р. до н. е., мусульманська ера — гіджра — переселення пророка Мухаммада із Мекки в Медину — з 16 липня 622 р., християнська — від Різдва Христового. У VI ст. християнське літочислення поширилося в країнах Західної Європи, а до XIX ст. — в усіх християнських країнах. Ера від Різдва Христового, яку ще називають новою або нашою ерою, є сучасною міжнародною ерою.